# Walking Contradiction
Singles de Green Day
Brain Stew / Jaded
(1996) Hitchin' a Ride
(1997)
Walking Contradiction est une chanson du groupe punk rock américain Green Day et le quatrième et dernier single extrait de leur quatrième album, Insomniac, paru en 1995. Sortie en tant que single promotionnel, elle se classa #21 du palmarès Modern Rock Tracks du Billboard américain.
La chanson est comparable à Do It Again des Kinks, surtout pour le couplet.